# Sveti Štefan, Šmarje pri Jelšah
Sveti Štefan je majhno naselje v Občini Šmarje pri Jelšah. Leži na gričevju, posejanem z gozdički, vinogradi in travniki, južno od kraja Šmarje pri Jelšah, na Kozjanskem. V središču naselja se nahajajo stara šola, gasilski dom, lokal in farna cerkev iz 15. stoletja, prezidana v 17. stoletju, posvečena Svetemu Štefanu.
Leta 1955 je bilo naselje na podlagi zakona iz leta 1948 preimenovano v Vinski vrh pri Slivnici. Leta 1994 je bilo naselje preimenovano nazaj v Sveti Štefan.
Tu je v mladosti živela slovenska pesnica Saša Vegri.